# 肥壮巴豆蟹
肥壮巴豆蟹（学名：Pinnixa tumida）为豆蟹科巴豆蟹属的动物。分布于日本以及中国大陆的山东、渤海湾等地，生活环境为海水，常与一种海棒锤共栖。